# Igor Sergejewitsch Jemelejew
Igor Sergejewitsch Jemelejew (russisch Игорь Сергеевич Емелеев; * 7. März 1981 in Jaroslawl, Russischen SFSR) ist ein ehemaligerrussischer Eishockeyspieler, der zuletzt bei Awtomobilist Jekaterinburg aus der Kontinentalen Hockey-Liga unter Vertrag stand.

## Karriere
Igor Jemelejew begann seine Karriere als Eishockeyspieler in der Nachwuchsabteilung des HK ZSKA Moskau, für dessen Profimannschaft und deren zweite Profiabteilung er von 1999 bis 2005 in der Wysschaja Liga und der Superliga aktiv war. Zwischenzeitlich spielte er 1998/99 für die Foreurs de Val-d’Or, die ihn beim CHL Import Draft 1998 in der ersten Runde als insgesamt 30. Spieler ausgewählt hatten, in der Ligue de hockey junior majeur du Québec. 2005 wechselte der Center zur Saison 2005/06 innerhalb der Superliga zum SKA Sankt Petersburg. Für den Verein spielte er insgesamt zwei Jahre lang, ehe er die Saison 2007/08 beim HK Metallurg Magnitogorsk und dem HK Dynamo Moskau verbrachte.
Zur Saison 2008/09 kehrte Jemelejew zu seinem Ex-Klub SKA Sankt Petersburg zurück, der in der Zwischenzeit in die neu gegründete Kontinentale Hockey-Liga aufgenommen worden war. Nach nur fünf Spielen verließ er die Mannschaft jedoch bereits wieder und schloss sich mit dem HK Dynamo Moskau einem weiteren Verein an, für den er bereits aktiv gewesen war. Die Saison selbst beendete er bei Neftechimik Nischnekamsk, für das er auch in der folgenden Spielzeit auf dem Eis stand.
Seit der Saison 2010/11 steht Jemelejew beim KHL-Aufsteiger HK Jugra Chanty-Mansijsk unter Vertrag. Für seinen neuen Verein erzielte er in seinem ersten Jahr in insgesamt 57 Spielen acht Tore und bereitete 15 vor. Dies bedeutete für den ehemaligen Nationalspieler eine neue persönliche KHL-Bestleistung. Im Juni 2012 wurde er von Sewerstal Tscherepowez unter Vertrag genommen. Nach 14 Partien für den Klub verließ er Sewerstal und wechselte zu Awtomobilist Jekaterinburg, wo er bis zum Ende der Saison 2014/15 spielte. Anschließend beendete er seine Karriere.

### International
Für Russland nahm Jemelejew an der Weltmeisterschaft 2006 teil. Zudem stand er 2005 und 2006 im Aufgebot seines Landes bei der Euro Hockey Tour.

## Erfolge und Auszeichnungen
- 2002 Aufstieg in die Superliga mit dem HK ZSKA Moskau
- 2002 Meiste Vorlagen in der Wysschaja-Liga-Finalrunde
- 2009 KHL Second Award

## KHL-Statistik
(Stand: Ende der Saison 2014/15)